# Vârfu Câmpului (gmina)
Vârfu Câmpului – gmina w Rumunii, w okręgu Botoszany. Obejmuje miejscowości Dobrinăuți-Hapăi, Ionășeni, Lunca, Maghera, Pustoaia i Vârfu Câmpului. W 2011 roku liczyła 3420 mieszkańców.